# Tipula adapazariensis
Tipula adapazariensis är en tvåvingeart som beskrevs av Günther Theischinger 1987. Tipula adapazariensis ingår i släktet Tipula och familjen storharkrankar. Inga underarter finns listade i Catalogue of Life.